# 千葉県道144号南総姉崎線

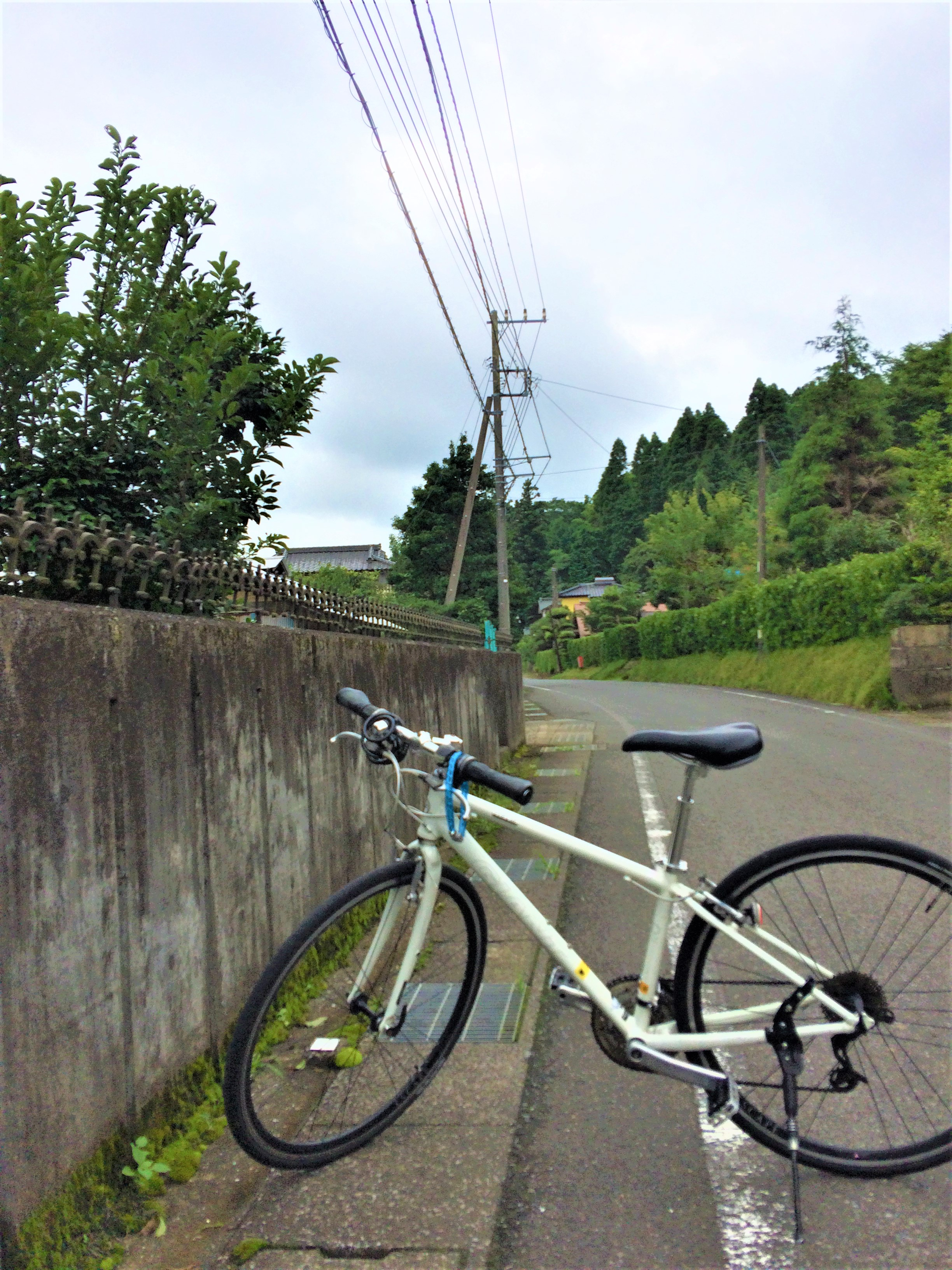
市原市中高根　[https://ameblo.jp/camumiya/entry-12613323612.html

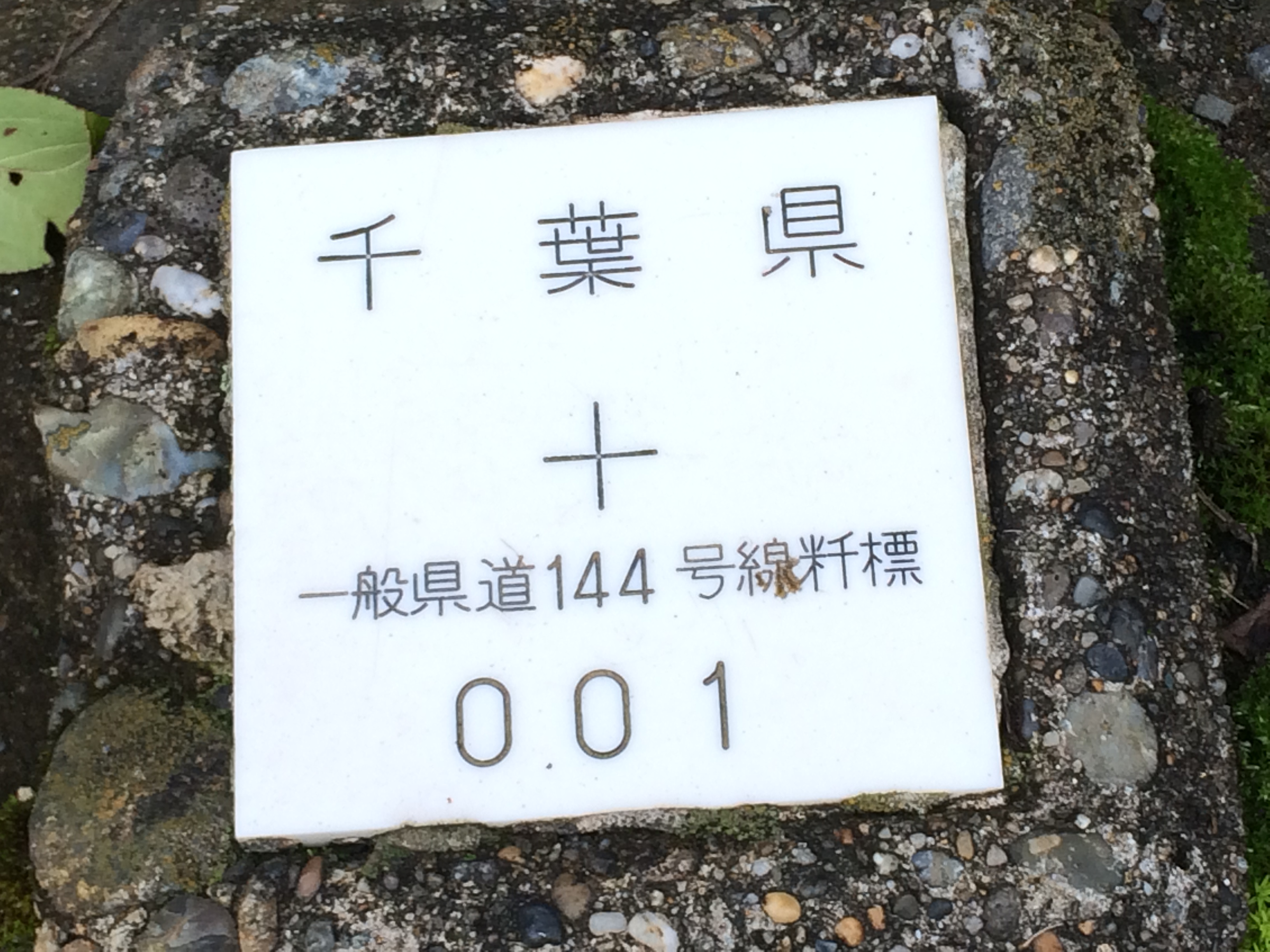
鶴峯八幡宮付近にある1 km距離標（粁標）https://ameblo.jp/camumiya/entry-12613323612.html

千葉県道144号南総姉崎線（ちばけんどう144ごう なんそうあねがさきせん）は、千葉県市原市を走る一般県道。

## 路線データ

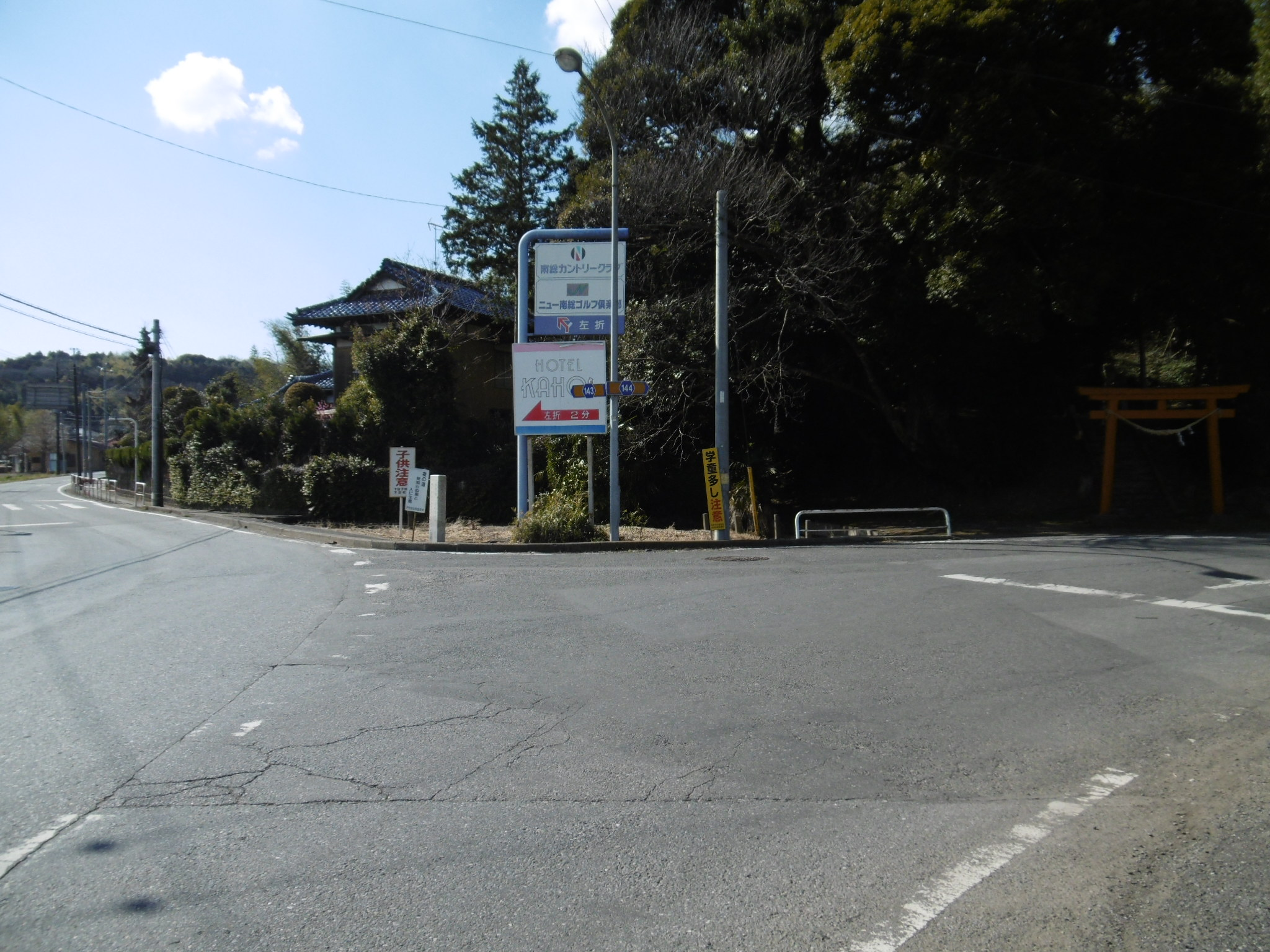
千葉県道144号(右)の起点付近。左側の千葉県道143号と別れる。(2016年3月)

- 起点：市原市上高根[1]（千葉県道143号南総昭和線交点）
- 終点：市原市迎田（千葉県道24号千葉鴨川線交点）
- 総延長：*.* km（市原土木事務所管内：*.* km）
- 重用延長：*.* km（市原土木事務所管内：*.* km）
- 実延長：7.685 km（市原土木事務所管内：7.685 km[1]）

## 交差する道路
- 千葉県道143号南総昭和線（起点）
- 千葉県道24号千葉鴨川線（終点）

## 周辺
- 光風台団地
- いちはら緑園都市（泉台）
- 有秋台団地